# Сянтань (уезд)
Сянта́нь (кит. упр. 湘潭, пиньинь Xiāngtán) — уезд городского округа Сянтань провинции Хунань (КНР).

## История
Во времена империи Хань эти места входили в состав уезда Сяннань (湘南县) Чаншаского округа (长沙郡). В эпоху Троецарствия, когда эти земли входили в состав царства У, в 257 году из Чаншаского округа был выделен Хэнъянский округ (衡阳郡), власти которого поначалу разместились в уезде Сяннань. В эпоху Южных и Северных династий власти округа переехали на восток, в уезд Сянси, а после объединения китайских земель в составе империи Суй в 589 году Хэнъянский округ был расформирован, а вместо него была образована Хэнчжоуская область (衡州). В составе Хэнчжоуской области был создан уезд под названием Сянтань (современный уезд Юсянь), а уезд Сяннань был переименован в Хэншань (衡山县).
После смены империи Суй на империю Тан уезд Сянтань был расформирован, а уезд Хэншань был переименован в Сянтань. После монгольского завоевания уезд был поднят в статусе, став в 1295 году Сянтаньской областью (湘潭州), но после свержения власти монголов и основания империи Мин область была вновь понижена в статусе до уезда.
В 1949 году был образован Специальный район Чанша (长沙专区), состоящий из 8 уездов, власти которого разместились в уезде Сянтань. В 1950 году урбанизированная часть уезда Сянтань была выделена в отдельный город Сянтань (湘潭市). В 1951 году из уезда Сянтань был выделен город Чжучжоу. В 1952 году Специальный район Чанша был переименован в Специальный район Сянтань (湘潭专区).
В 1959 году уезд Сянтань перешёл под юрисдикцию властей города Сянтань, но в 1961 году он был вновь выделен из города Сянтань и перешёл под юрисдикцию властей специального района.
В декабре 1968 года, чтобы оказать уважение родине Мао Цзэдуна, район Шаошань (韶山区) был выделен из уезда Сянтань и перешёл в прямое подчинение властям провинции Хунань.
В 1970 году Специальный район Сянтань был переименован в Округ Сянтань (湘潭地区).
12 января 1981 года район Шаошань провинции Хунань был понижен в статусе, вновь войдя в состав уезда Сянтань.
Постановлением Госсовета КНР от 8 февраля 1983 года был расформирован округ Сянтань, и уезды Сянтань и Сянсян вместе с районами расформированного города Сянтань образовали городской округ Сянтань.
22 мая 1984 года из уезда Сянтань был опять выделен район Шаошань, который перешёл в подчинение властям городского округа Сянтань.

## Административное деление
Уезд делится на 14 посёлков и 3 волости.